# Acanthametropodidae
Famille
Les Acanthametropodidae sont une famille d'insectes appartenant à l'ordre des Éphéméroptères.

## Liste des genres
Selon BioLib (16 juillet 2025) et ITIS :
- genre Acanthametropus Tshernova, 1948
- genre Analetris Edmunds, 1972